# Schwertwal (U-Boot)
Das Kleinst-U-Boot Schwertwal war ein Prototyp der deutschen Kriegsmarine gegen Ende des Zweiten Weltkriegs und wurde als sehr schneller U-Boot-Jäger konzipiert, der eine Unterwasserspitzengeschwindigkeit von 30 kn erreichen sollte. Gründungsvater der Idee war der Ingenieur H. Schade. Obwohl eine derartige Idee schon 1943 existiert hatte, konnte das Projekt erst mit Reifung des Walter-Antriebs 1944 in Angriff genommen werden.

## Entwicklungsgeschichte

### Schwertwal I
Unter der Regie der Kleinkampfverbände der Kriegsmarine entstand bis Ende Juni 1944 ein Versuchsmodell des Schwertwal in Zusammenarbeit mit dem Versuchskommando 456 der K-Verbände, H. Schade sowie dem Leiter des Walterwerks H. Walter in Kiel-Tannenberg. Am 1. Juli 1944 wurde der Prototyp nach ausgiebigen Modelltests im Windkanal der Luftfahrt-Forschungsanstalt in Braunschweig in Auftrag gegeben. Der Schwertwal besaß dabei eine hydrodynamische torpedoähnliche Form und hatte eine automatische Kurs- und Tiefensteuerungsanlage, die von der Firma Patin aus Berlin geliefert wurde. Ferner besaß er einen Flugzeug-Mutterkompass, der an der Heckflosse in einem druckfesten Behälter untergebracht war, sowie ein Echolot der Kieler Firma ELAC mit dem Namen Rechts-Voraus-Ortungsgerät. Bemerkenswert ist, dass der Schwertwal über keine Tauchzellen verfügte, sondern eine Regelzelle sowie zwei Trimmzellen am Bug und Heck des Bootes besaß. Das Boot sollte mithilfe der Tiefenruder rein dynamisch tauchen. Die Betriebsmittel des Schwertwal, der ein Leergewicht von 6 und ein Einsatzgewicht von 17 t aufweisen sollte, betrugen 10 t Ingolin und 1 t Dekalin.
Sowohl Bugteil mit Zentrale (Pilot), Zentrale (Ingenieur) und anschließende Regelzelle nebst Heckteil (Antriebskammer) waren druckfest gebaut. Der gesamte Mittelteil des Schwertwal mit den Kraftstoffzellen in Mipolam-Beuteln war freiflutend gestaltet. Damit wurde erreicht, dass die Kraftstoffzuführung der jeweiligen Tauchtiefe automatisch angepasst werden konnte. Hierdurch war gewährleistet, dass der gesamte Antrieb, unabhängig von der Tauchtiefe, konstante Leistung erbrachte. Die Primärbewaffnung bestand aus zwei neuartigen Torpedos des Typ G7ut K-Butt, die nach dem Raketensystem arbeiteten und durch ihre Voraus-Ortungsanlage gegen getauchte Ziele eingesetzt werden konnten. Bis Kriegsende wurde der Prototyp des Schwertwal schiffbaulich fertiggestellt, kam jedoch nicht mehr zur Seeerprobung und wurde bei Kriegsende im Plöner See versenkt. Der Prototyp wurde jedoch im Juli 1945 durch britische Suchtruppen geortet und geborgen, kurz danach jedoch in Kiel verschrottet.

### Schwertwal II
Noch während der Prototyp des Schwertwal in die Fertigung ging, wurde aufgrund der gewonnenen Erfahrung ein weiteres Projekt mit dem Namen Schwertwal II konzipiert. Dieser sollte einen hydrodynamisch besser gestalteten Rumpf sowie mehr Platz im Steuerraum für zusätzliche Instrumente bekommen. Ferner war eine weitere Antriebsanlage vorgesehen, die speziell für die Schleichfahrt gedacht war und 25 PS aus einem Elektromotor gewann. Damit waren Geschwindigkeiten bis 8 kn möglich. Dieser E-Motor wurde bereits im Seehund eingesetzt. Während Besatzungsstärke, Bewaffnung und Spezialausrüstung gleich blieben, war der Schwertwal II 13,5 m lang und 2 m breit. Sein Leergewicht betrug 6 t bzw. 18 t im Einsatz. Der Fahrbereich betrug allerdings nur 80 sm bei Höchstfahrt. Die Planungen kamen jedoch bei Kriegsende nicht über das Reißbrett hinaus.

## Fazit
Nach dem Krieg wurde anhand der Daten von Ulrich Gabler errechnet, dass der Schwertwal aufgrund seiner Form nicht imstande gewesen wäre, zu tauchen, da schon in der Planungsphase grobe Fehler in der Gewichts- und Volumenberechnung vorgelegen hätten. Seine Theorie konnte jedoch nicht bestätigt werden.